# René Cloërec
René Cloërec, né René Albert Philippe Cloërec le 31 mai 1911 à Paris 18e et mort le 13 décembre 1995 à Saint-Cloud, est un compositeur français.

## Biographie
À la Schola Cantorum , il poursuit ses études sous la direction de Pierre Vidal et Albert Roussel. À quinze ans, il est embauché comme pianiste accompagnateur de films muets au cinéma Maillot-Palace.
Claude Autant-Lara le premier va le contacter pour son film Douce en 1943. Ce sera le début d'une collaboration de vingt-trois ans et dix-huit films.
Il est l'auteur de l'indicatif de la publicité Jean Mineur diffusé depuis 1952 dans les salles de cinéma.
Il se retire du cinéma en 1965, pour se consacrer entre autres à la scénographie des châteaux de la Loire.
Il est inhumé au cimetière communal de Vaucresson (Hauts-de-Seine).

## Filmographie
(liste non exhaustive)
- 1943 : Douce de Claude Autant-Lara
- 1945 : La Cage aux rossignols de Jean Dréville
- 1946 : Étrange Destin de Louis Cuny
- 1946 : Le Père tranquille de René Clément
- 1946 : Le Diable au corps de Claude Autant-Lara
- 1946 : Sylvie et le Fantôme de Claude Autant-Lara
- 1946 : Le Visiteur de Jean Dréville
- 1947 : Copie conforme de Jean Dréville
- 1947 : La Télévision, œil de demain de J.K Raymond-Millet
- 1948 : Les Casse-pieds de Jean Dréville
- 1949 : Occupe-toi d'Amélie de Claude Autant-Lara
- 1950 : Dieu a besoin des hommes de Jean Delannoy
- 1950 : Premières Armes de René Wheeler
- 1951 : L'Auberge rouge de Claude Autant-Lara
- 1953 : Le Blé en herbe de Claude Autant-Lara
- 1954 : Châteaux en Espagne (El torero) de René Wheeler
- 1954 : Le Rouge et le Noir de Claude Autant-Lara
- 1955 : L'Affaire des poisons de Henri Decoin
- 1955 : Les Aristocrates de Denys de La Patellière
- 1955 : Marguerite de la nuit de Claude Autant-Lara
- 1956 : La Crise du logement, court métrage de Jean Dewever
- 1956 : La Traversée de Paris de Claude Autant-Lara
- 1958 : En cas de malheur de Claude Autant-Lara
- 1958 : Le Joueur de Claude Autant-Lara
- 1959 : La Jument verte de Claude Autant-Lara
- 1960: le bois des amants
- 1963 : Le Meurtrier de Claude Autant-Lara
- 1971 : Le Voyageur des siècles de Jean Dréville

## Décorations
- Commandeur de l'ordre des Arts et des Lettres Il est fait commandeur lors de la promotion du 24 novembre 1994[1].